# Satomi Arai
Satomi Arai (新井 里美, Arai Satomi, nascida em 4 de julho de 1980) é uma dubladora japonesa da província de Saitama. Ela se casou com o dublador Yoshimitsu Shimoyama em 2008 e teve um filho em 2010, mas a identidade de seu marido não foi divulgada até 2016.

## Filmografia

### Animação de televisão
2003
- Digimon Frontier - Mole the Trailmon
- Sereia Melody Pichi Pichi Pitch - Coco

2004
- Fafner no Azure - Sakura Kaname

2005
- Hamtaro - Kinoko-chan
- Hell Girl - Junko Kanno
- Loveless - mãe de Natsume, estudante
- Lupin III: Angel Tactics - Bomber Linda
- Mahoraba ~ Dias emocionantes ~ - Kozue Aoba, Saki Akasaka, Nanako Kanazawa, Chiyuri Midorikawa, Natsume Konno
- Pokémon Advanced Generation - Tsuguyo
- Shakugan no Shana - Rinne (ep 1)
- Starship Operators - Yukino Nanase
- Trinity Blood - Jinny (ep 21)
- Viewtiful Joe - Cherry Blossom

2006
- Code Geass: Lelouch of the Rebellion - Sayoko Shinozaki, locutora, repórter
- Coyote Ragtime Show - março, setembro
- La Corda d'Oro: Primo Passo - Mio Takatō
- Ray the Animation - Masami
- Rugido tático - Mashū Akoya
- Zero no Tsukaima - Verdande, Robin, Kōmori, Bugbear

2007
- Blue Dragon - Sombra do estalajadeiro
- Gintama - Kaoru (ep 44), Waki Kaoru (ep 48)
- Idade Heroica - Abelha Sem Abelha
- Majin Tantei Nōgami Neuro - Locutor
- Nodame Cantabile - Saya Suganuma
- Pokémon: Diamond e Pearl - Miru (ep 47)
- Shakugan no Shana Second - Huge Kewpie (ep 8)
- Tokyo Majin Gakuen Kenpuchō: Tō - Komaki Sakurai
- Tóquio Majin Gakuen Kenpuchō Tō: Dai Ni Maku - Komaki Sakurai
- O Familiar do Zero: Cavaleiro das Luas Gêmeas - Motsognir

2008
- Code Geass: Lelouch of the Rebellion R2 - Sayoko Shinozaki, Nonette Eneagrama
- Glass Maiden - Manami
- Net Ghost PiPoPa - Pote
- Nijū Mensō no Musume - Tome
- Shigofumi: Cartas dos Partidos - Nanae Yotsugi (ep 4)
- Shugo Chara! - Snoppe
- Toaru Majutsu no Index - Kuroko Shirai[2]
- To Love Ru - Peke[1]
- O Familiar do Zero: Rondo de Princesas - Sylphid, Verdande, Motsognir

2009
- Fairy Tail - Bisca Connell
- Hanasakeru Seishōnen - Najayra
- La Corda d'Oro: Secondo Passo - Mio Takato
- Taishō Baseball Girls - Anna Curtland
- A Certain Scientific Railgun - Kuroko Shirai

2010
- Fairy Tail - Goblin
- Mayoi Neko Overrun! - Suzuki
- Nura: Ascensão do Clã Yokai - Natto Kozo
- Okami-san e seus sete companheiros - Narrador
- Seitokai Yakuindomo - Ranko Hata
- Um certo índice mágico II - Kuroko Shirai

2011
- Hanasaku Iroha – Kayoko Oshimizu
- Nyaruko: Crawling with Love – Shantak-kun
- Kore wa Zombie Desu ka? – Jellyfish Megalo (ep 7)
- Nekogami Yaoyorozu (Ama-no-kura-no-moriakari-no-hime) – mãe de Mayu
- Nura: Rise of the Yokai Clan: Demon Capital – Natto Kozo
- Sket Dance – Gē-chan (eps 11-13)

2012
- Ixion Saga DT - Gabriella
- Humanity Has Declined - fada
- Kill Me Baby - etc. Menina
- Episódio de Saki Achiga-hen de Side-A - Kirame Hanada
- To Love Ru Darkness - Peke
- A garota de estimação de Sakurasou - Kanda Akiko

2013
- Problem Children Are Coming from Another World, Aren't They? – Shiroyasha
- A Certain Scientific Railgun S – Kuroko Shirai
- Haiyore! Nyaruko-san W – Shantak-kun
- Corpse Party: Tortured Souls -The Curse of Tortured Souls- – Seiko Shinohara

2014
- Cavaleiros de Sidônia - Lala Hiyama
- Seitokai Yakuindomo * - Ranko Hata
- Saki: The Nationals - Kirame Hanada
- Magica Wars - Mosuke
- Seletor infectado com WIXOSS - Eldora
- Atores Mekakucity - Azami
- Argevollen - Liz Roderick

2015
- Magical Girl Lyrical Nanoha ViVid - Els Tasmin[3]
- Shimoneta - Otome Saotome
- To Love Ru Darkness 2 - Peke
- YuruYuri San ☆ Hai! - Hatsumi Kitamiya (professora de economia doméstica; episódio 1)
- Fafner no Azure: EXODUS - Sakura Kaname
- Objeto pesado - Wydine Uptown (eps 21 - 24)

2016
- Re:Zero − Starting Life in Another World – Beatrice
- Active Raid – Abigail Martinez[4]
- Maho Girls PreCure! – Magic Crystal
- Monster Hunter Stories: Ride On – Fifi
- Tales of Zestiria the X – Ceres
- Magical Girl Raising Project – Magicaloid44 (eps 3-6) / Makoto Andou (ep 6)

2017
- Anonymous Noise – Tsukika Kuze
- Magical Circle Guru Guru – Pikabia (ep. 18 - 19)

2018
- Overlord II – Pestonya Shortcake Wanko
- Dragon Pilot: Hisone and Masotan – Liliko Kinutsugai
- High Score Girl – Namie Yaguchi

2019
- Quarteto Isekai - Beatrice
- Você ama sua mãe e seus ataques multi-alvo de dois acertos? - Masumi Shirase

2020
- Bofuri: I Don't Want to Get Hurt, so I'll Max Out My Defense. – Kanade
- Hatena Illusion – Mariah Grene
- A Certain Scientific Railgun T – Kuroko Shirai
- The House Spirit Tatami-chan – Ōya
- Re:Zero Kara Hajimeru Isekai Seikatsu 2.ª temporada – Beatrice

### Animação de vídeo original (OVA)
- To Love Ru (????) – Peke
- A Certain Scientific Railgun (2010) – Kuroko Shirai
- Yuri Seijin Naoko-san (????) – Naoko-san
- Seitokai Yakuindomo (????) – Ranko Hata
- To Love Ru Darkness (????) – Peke
- Seitokai Yakuindomo* (????) – Ranko Hata
- Corpse Party: Tortured Souls (2013) - Seiko Shinohara
- Mobile Suit Gundam: The Origin (2015) – Haro

### Animação teatral
- Mobile Suit Zeta Gundam: A New Translation - Heirs to the Stars (2005) – Fa Yuiry, Haro, Cheimin Noa
- Mobile Suit Zeta Gundam: A New Translation II - Lovers (2005) – Fa Yuiry, Haro, Cheimin Noa
- Mobile Suit Zeta Gundam: A New Translation III - Love is the Pulse of the Stars (2006) – Fa Yuiry, Haro, Cheimin Noa
- Fafner in the Azure: Heaven and Earth (2010) – Sakura Kaname
- A Certain Magical Index: The Movie – The Miracle of Endymion (2013) – Kuroko Shirai
- Pop in Q (2016) - Rufie
- Seitokai Yakuindomo: The Movie (2017) - Ranko Hata

### Tokusatsu
- Kaitou Sentai Lupinranger VS Keisatsu Sentai Patranger (2018) - Naiyo Kapasha (ep 13)

### Videogames
- Astral Chronicles – Kalypso
- Bravely Default – Mephilia Venus
- Bravely Second – Mephilia Venus
- Crash Tag Team Racing – Coco Bandicoot (versão japonesa)
- Corpse Party: Blood Covered Repeated Fear – Seiko Shinohara
- Corpse Party: Book of Shadows – Seiko Shinohara
- Corpse Party: Blood Drive - Seiko Shinohara
- Corpse Party -The Anthology- Sachiko’s Game of Love Hysteric Birthday 2U - Seiko Shinohara
- Corpse Party 2: Dead Patient – Chiyomi Homura
- Fire Emblem Heroes – Loki
- Moe Moe Daisensou – Aoi
- Omega Quintet – Ayumi
- Super Smash Bros. Ultimate – Prince of Sarble, Mii Fighter Type 12
- Tales of Vesperia – Gauche (sem creditos)
- Tales of Berseria - Ceres
- It's a Wonderful World – Uzuki Yashiro
- The Legend of Heroes VI: Sora no Kiseki – Dorothy
- Toaru Majutsu no Index – Kuroko Shirai
- Toaru Kagaku no Railgun – Kuroko Shirai
- Touhou Kobuto V: Burst Battle - Remilia Scarlet

### Dublagem de papéis

#### Ao vivo
- All That – Christina Kirkman
- Blizzard – Katie Andrews
- The Butterfly Effect 3: Revelations – Vicky
- Caitlin's Way – Caitlin Seeger
- Catch That Kid – Madeline "Maddy" Rose Phillips[5]
- Chicago Hope – Jessica, Bobby
- Final Destination 5 – Candice Hooper[6]
- National Lampoon's Animal House – Shelly Dubinsky
- That Darn Cat – Patti Randall
- The Butterfly Effect 3: Revelations – Vicky
- The Pink Panther – Cherie[7]
- The Return of the Living Dead – Tina
- The Suite Life of Zack & Cody & The Suite Life on Deck – London Tipton
- The West Wing – Zoey Bartlett

#### Animação
- Hi Hi Puffy AmiYumi – Harmony the Fangirl
- Kim Possible – Jocelyn "Joss" Possible
- Sabrina: The Animated Series – Gem Stone